# Gyantse

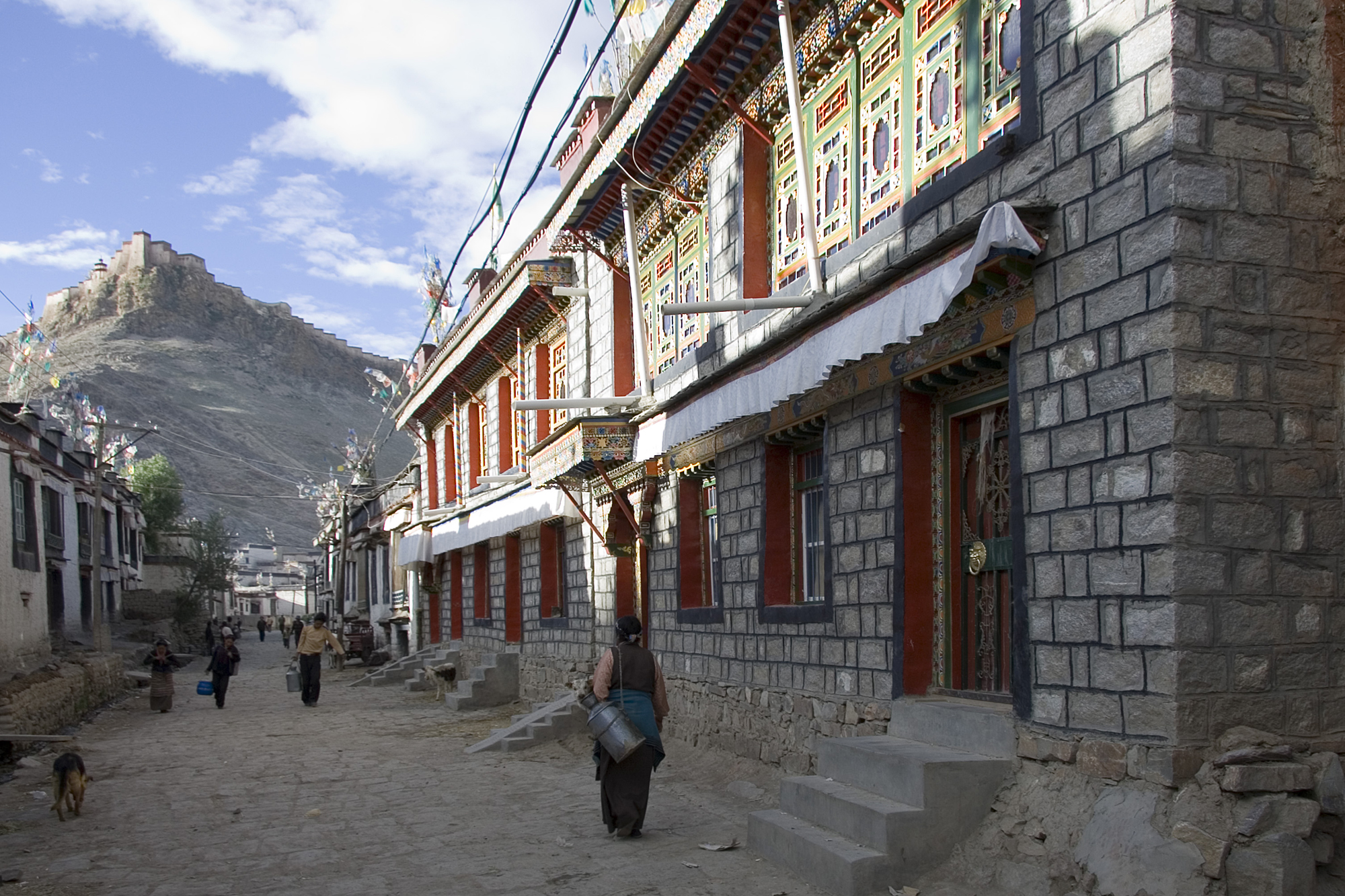
Gyantse, la città vecchia.

Gyantse (anche: Gyangtse, rGyang-rtse, rGyal-rtse) è storicamente considerata la terza più grande e importante città della Regione Autonoma del Tibet, anche se a questo punto vi sono almeno dieci città tibetane di maggiori dimensioni, e si trova nella regione di Tsang, la cui capitale è Shigatse.
Gyantze è stata visitata diverse volte dal tibetologo Giuseppe Tucci, che nel 1937 vi fu accompagnato da Fosco Maraini, nel 1939 dal capitano degli Alpini Felice Boffa Ballaran, e nel 1948 dal fotografo Pietro Francesco Mele e dal medico della Marina militare Regolo Moise.
Per Gyantse transitò inoltre nel 1938-39 la discussa spedizione "scientifica" dell'associazione Ahnenerbe, sponsorizzata dal fondatore della stessa, il nazista Heinrich Himmler, e diretta da Ernst Schäfer con Bruno Beger, Edmund Geer ed Ernest Krause, che durante le loro ricerche, oltre a raccogliere materiale e scattare foto  (2 più sotto nella Galleria di immagini) girarono anche il film Geheimnis Tibet (Tibet segreto).

## Geografia
Sita a 3977 metri di altitudine sul livello del mare si trova in una posizione strategica all’incrocio delle antiche vie commerciali che salgono dal Sikkim indiano via valle del Chumbi e Contea di Yadong. Da Gyantze questa via procede poi per Shigatse verso nord — su una diramazione della Friendship Highway, che collega (Shanghai) e Lhasa con Katmandu, la capitale del Nepal —, oppure, in direzione nord ovest, verso il Tibet centrale e Lhasa (254 chilometri)) attraverso il Lago Yamdrok e lo spettacolare Karo La (Passo, 5010 m.s.m.).

## Kumbum

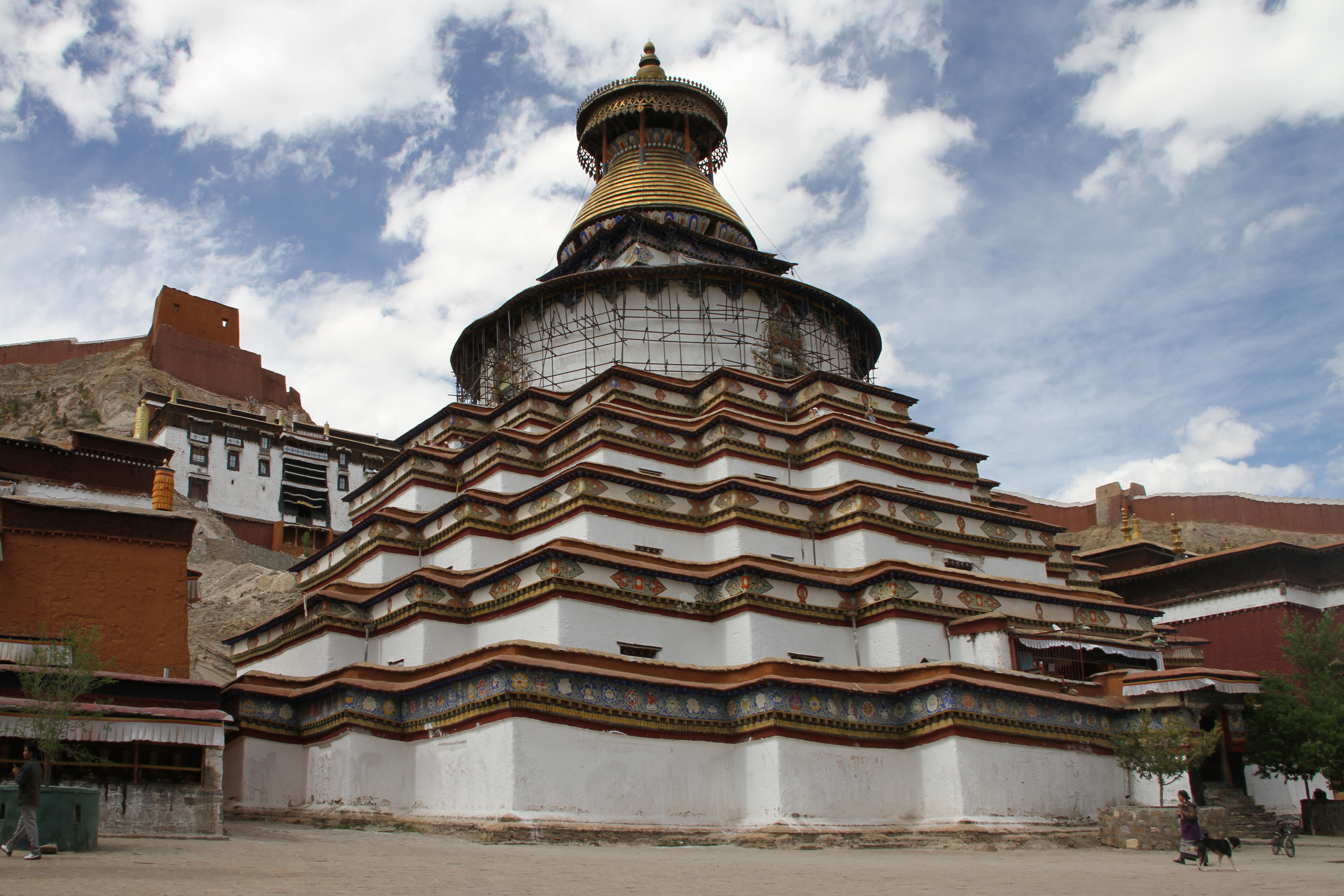
Il Kumbum di Gyantse

Gyantse è famosa per il Kumbum posto entro le mura dell'antico monastero Pelkor Chode. Costruito tra il 1427 e il 1439 per ordine del principe Rabten Kunzang Phak,  il Kumbum è uno stupa con 108 porte (numero sacro per i buddisti) che danno su una settantina di cappelle disposte su cinque piani, tutte finemente illustrate da migliaia di dipinti e centinaia di statue.
Durante la Grande rivoluzione culturale esso fu risparmiato.
(Mario Biondi, Con il Buddha di Alessandro Magno, Ponte alle Grazie, 2008, p. 260)
(Giuseppe Tucci)

## Dzong

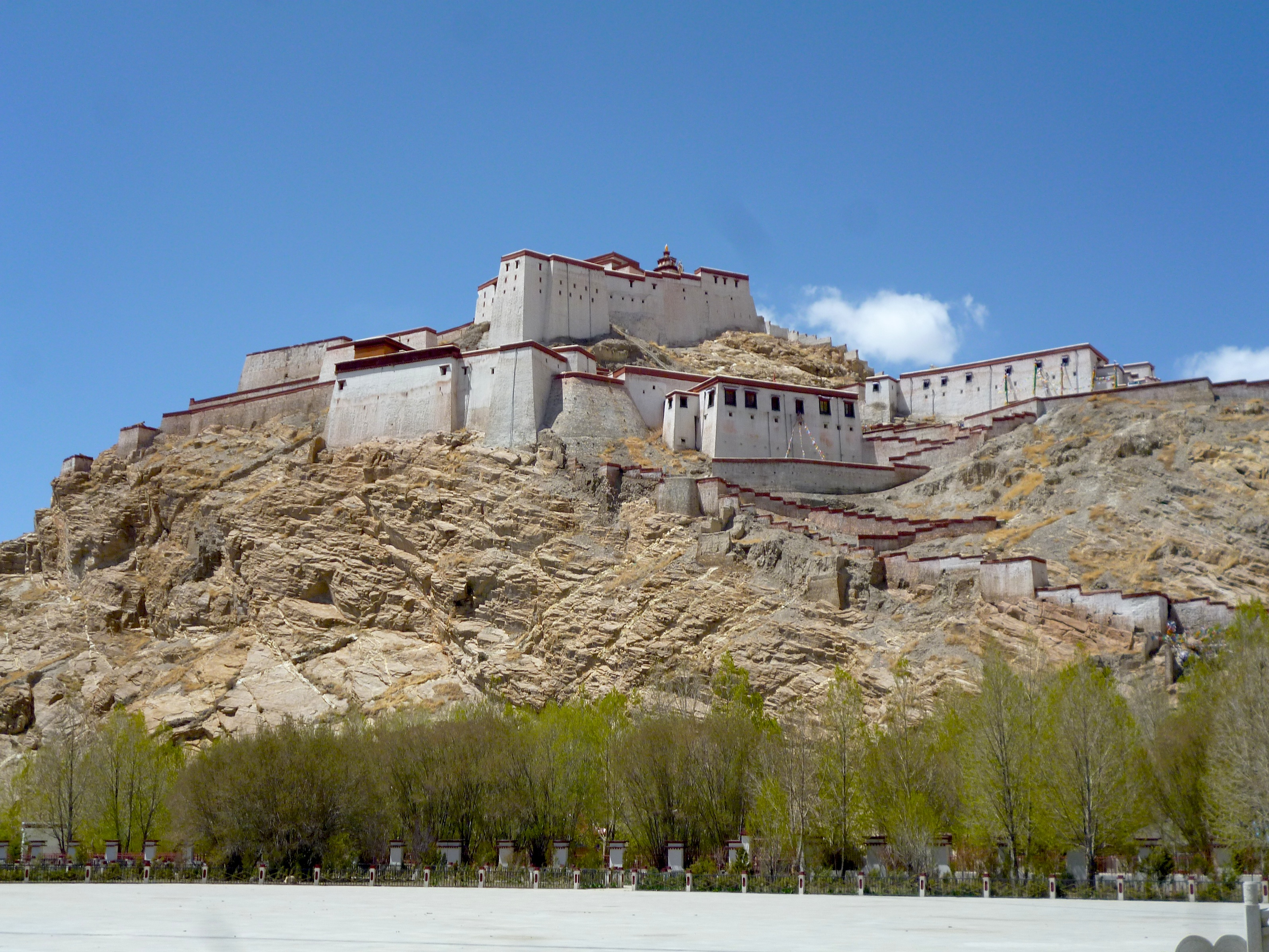
Il Dzong di Gyantse, 8 maggio 2015

Essa è inoltre famosa per il Dzong, imponente fortezza costruita nel 1390 a guardia di possibili invasioni da sud verso la valle dello Yarlung Tsangpo (Brahmaputra) e Lhasa. In aggiunta al forte, la città era circondata da 3 chilometri di mura.
(Fosco Maraini, Segreto Tibet, Corbaccio, 1998, p. 269)
La fortezza originale, conosciuta come Gyel-khar-tse è stata attribuita a Pelkhor-tsen, figlio dell'antibuddista re Langdarma, che regnò probabilmente dall'838 all'841. Le mura attuali si suppone siano state costruite nel 1268, dopo l'ascesa al potere dei Sakya.
Gyantse è spesso chiamata "Città Eroe" dai cinesi a causa della formidabile resistenza opposta dalla sua popolazione alle forze molto superiori dell'invasione britannica del 1904, allorché un esercito inglese di 4.000 uomini con 10.000 ausiliari indiani, sotto il comando del colonnello Francis Younghusband, penetrò in Tibet e conquistò Gyantse senza che sulle prime vi fosse opposizione armata. Quando però le truppe tibetane si furono organizzate, impadronendosi del Dzong, le truppe inglesi mossero all'assalto e sterminarono i 900 difensori che, armati al più di antiquati moschetti ad avancarica, si trovarono per la prima volta ad affrontare mitragliatrici Maxim e mortai di montagna. Gyantse fu conquistata il 12 aprile 1904, e da lì, dopo altri sanguinosi massacri, i britannici avanzarono per conquistare Lhasa, da dove nel frattempo il XIII Dalai Lama aveva cercato rifugio in Mongolia.

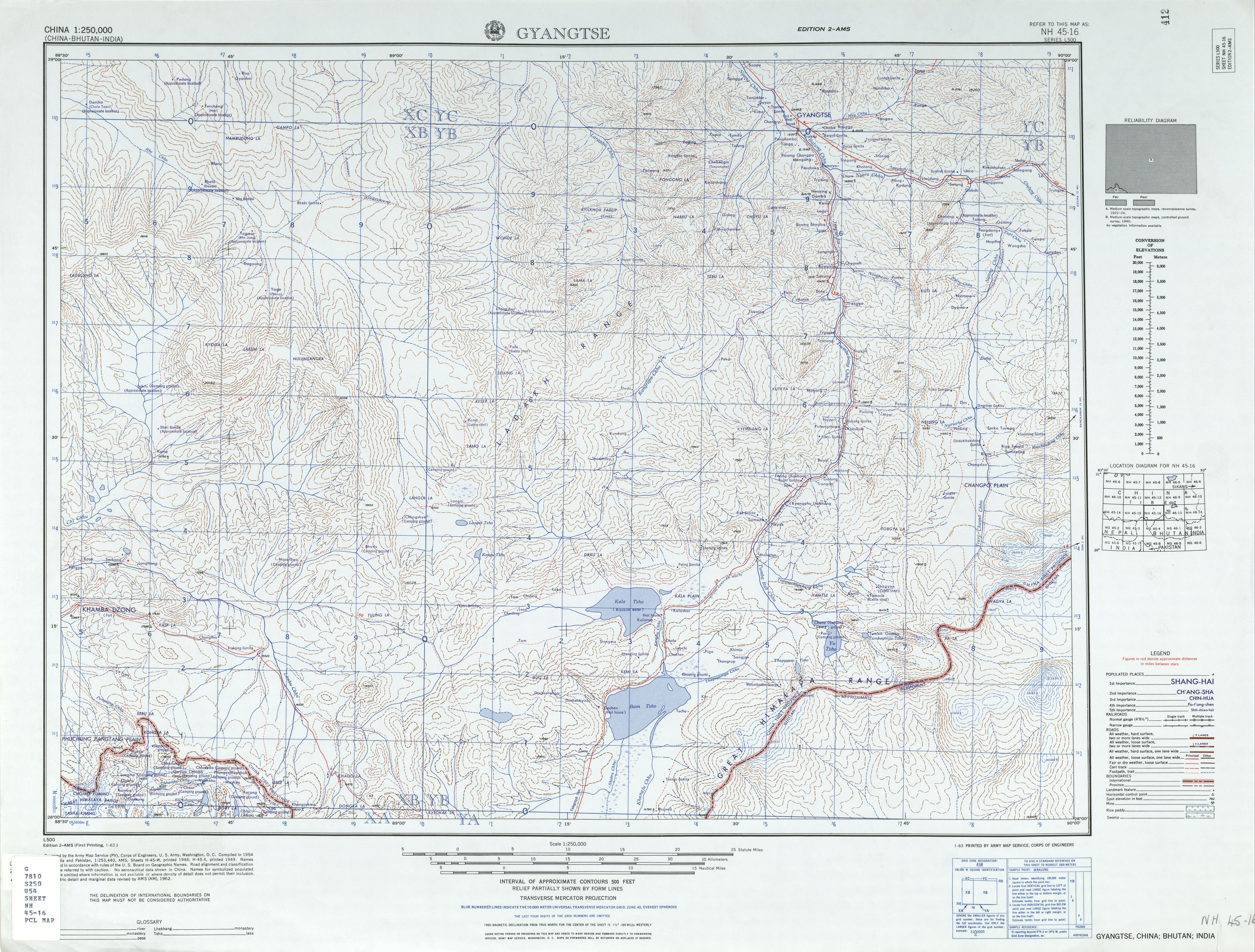
Gyantse (1954)

In conseguenza dell'invasione, nel primo quarto del XX secolo, sotto il regno del XIII Dalai Lama, a Gyantse fu stanziata una guarnigione britannica composta soprattutto di soldati indiani — definita nel 1919 un "gruppetto" da Sir Walter Buchanan — allo scopo di fungere da scuola militare per addestrare gli ufficiali tibetani. Risulta che un certo Hank Baker, operatore radio stanziato in Tibet durante la Seconda guerra mondiale, abbia fatto un'ispezione alla "guarnigione armata indiana al forte di Gyantse" nel 1938. Nel 1940 la guarnigione militare britannica era ancora presente nella città.
Le mura furono minate di nuovo dai cinesi nel 1967 durante la Grande rivoluzione culturale, anche se dell'evento rimangono scarse notizie. Nel dzong è stato creato un piccolo museo degli eccessi della spedizione Younghusband secondo la prospettiva dei cinesi.

## Clima
Gyantse ha un clima umido continentale influenzato dall'altitudine, Dwb secondo la Classificazione dei climi di Köppen.
| Dati meteo          | Mesi  | Mesi  | Mesi | Mesi | Mesi | Mesi | Mesi | Mesi | Mesi | Mesi | Mesi | Mesi  | Stagioni | Stagioni | Stagioni | Stagioni | Anno |
| Dati meteo          | Gen   | Feb   | Mar  | Apr  | Mag  | Giu  | Lug  | Ago  | Set  | Ott  | Nov  | Dic   | Inv      | Pri      | Est      | Aut      | Anno |
| ------------------- | ----- | ----- | ---- | ---- | ---- | ---- | ---- | ---- | ---- | ---- | ---- | ----- | -------- | -------- | -------- | -------- | ---- |
| T. max. media (°C)  | −4,3  | 6,2   | 8,8  | 12,6 | 16,3 | 19,4 | 18,7 | 17,8 | 16,6 | 13,1 | 8,7  | 5,7   | 2,5      | 12,6     | 18,6     | 12,8     | 11,6 |
| T. media (°C)       | −4,9  | −2,4  | 0,9  | 5,1  | 9,0  | 12,9 | 13,1 | 12,3 | 10,6 | 5,4  | −0,2 | −3,7  | −3,7     | 5,0      | 12,8     | 5,3      | 4,8  |
| T. min. media (°C)  | −14,1 | −10,9 | −6,9 | −2,3 | 1,8  | 6,4  | 7,5  | 6,9  | 4,7  | −2,2 | −9,1 | −13,0 | −12,7    | −2,5     | 6,9      | −2,2     | −2,6 |
| Precipitazioni (mm) | 0     | 0     | 2    | 4    | 15   | 46   | 93   | 94   | 43   | 6    | 2    | 0     | 0        | 21       | 233      | 51       | 305  |

## Galleria d'immagini

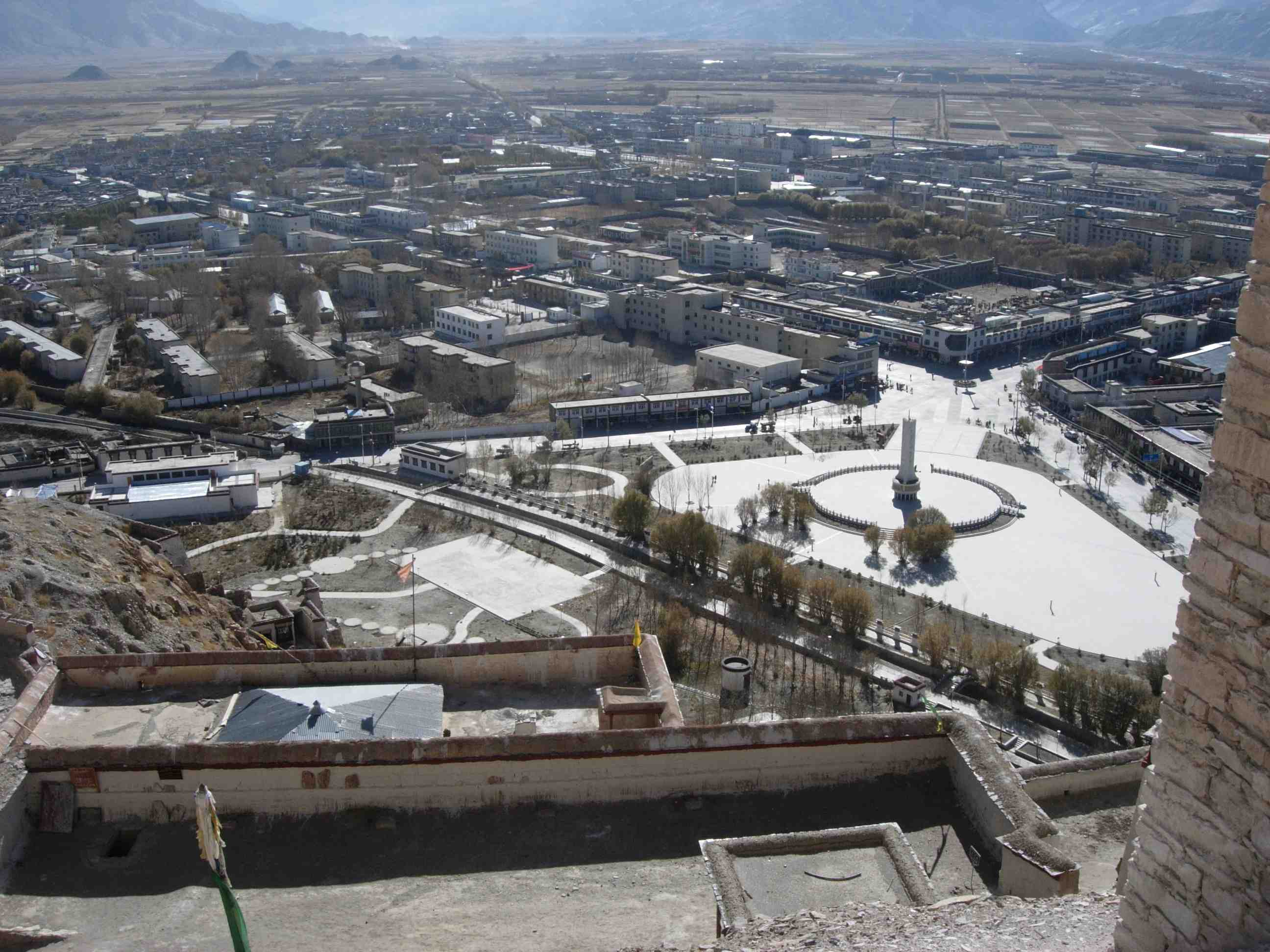
Vista di Gyantse dal Dzong
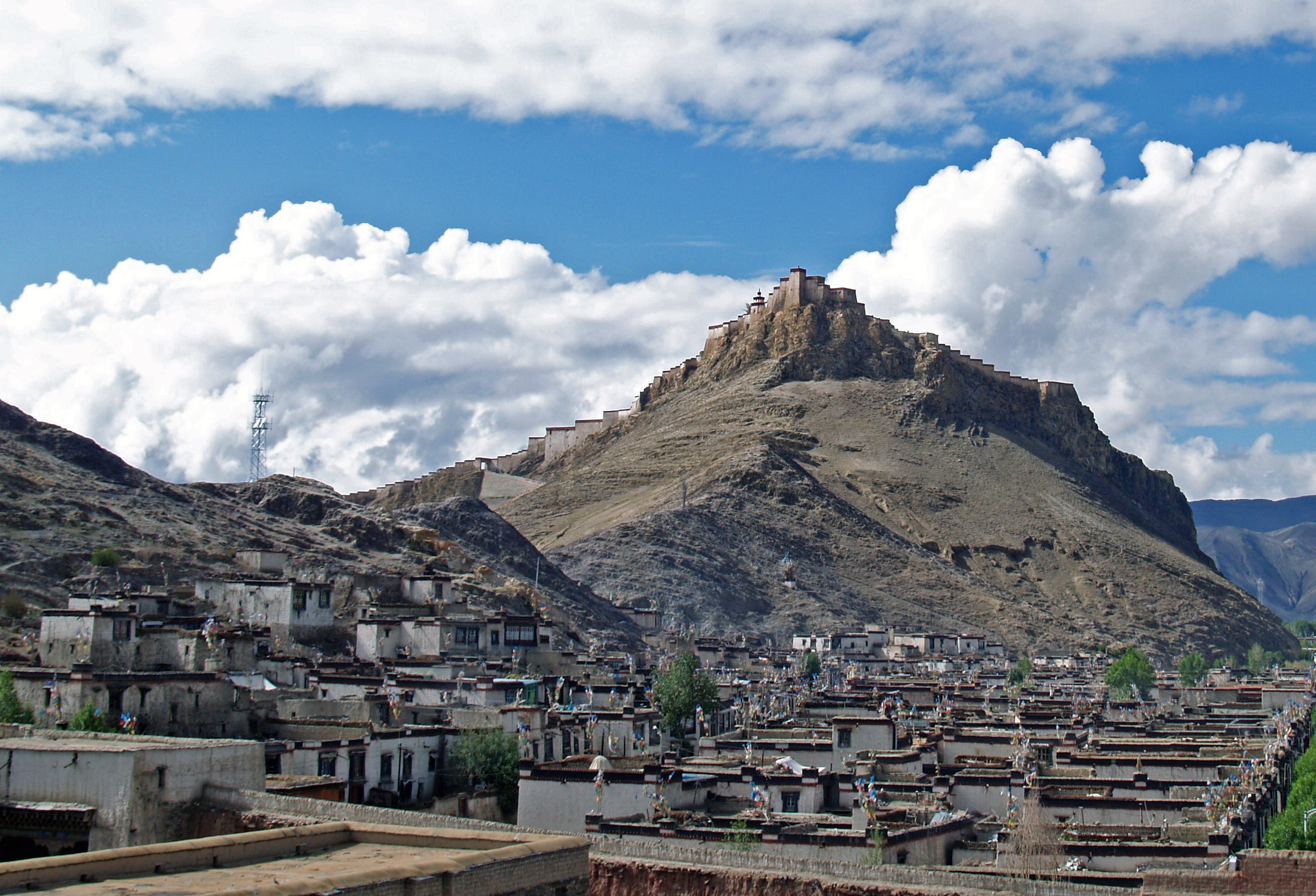
Gyantse vecchia e Dzong
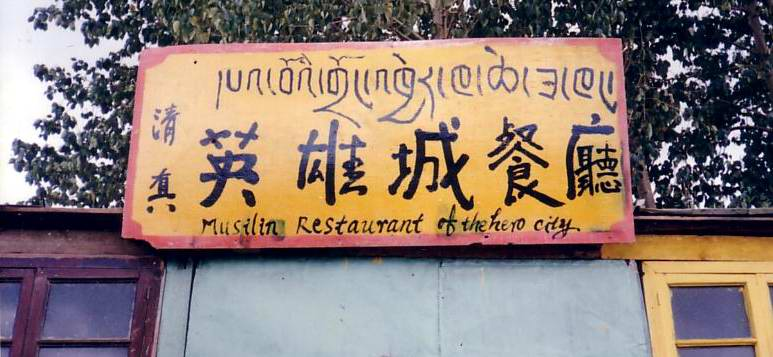
Ristorante Musilin della "Città Eroe"
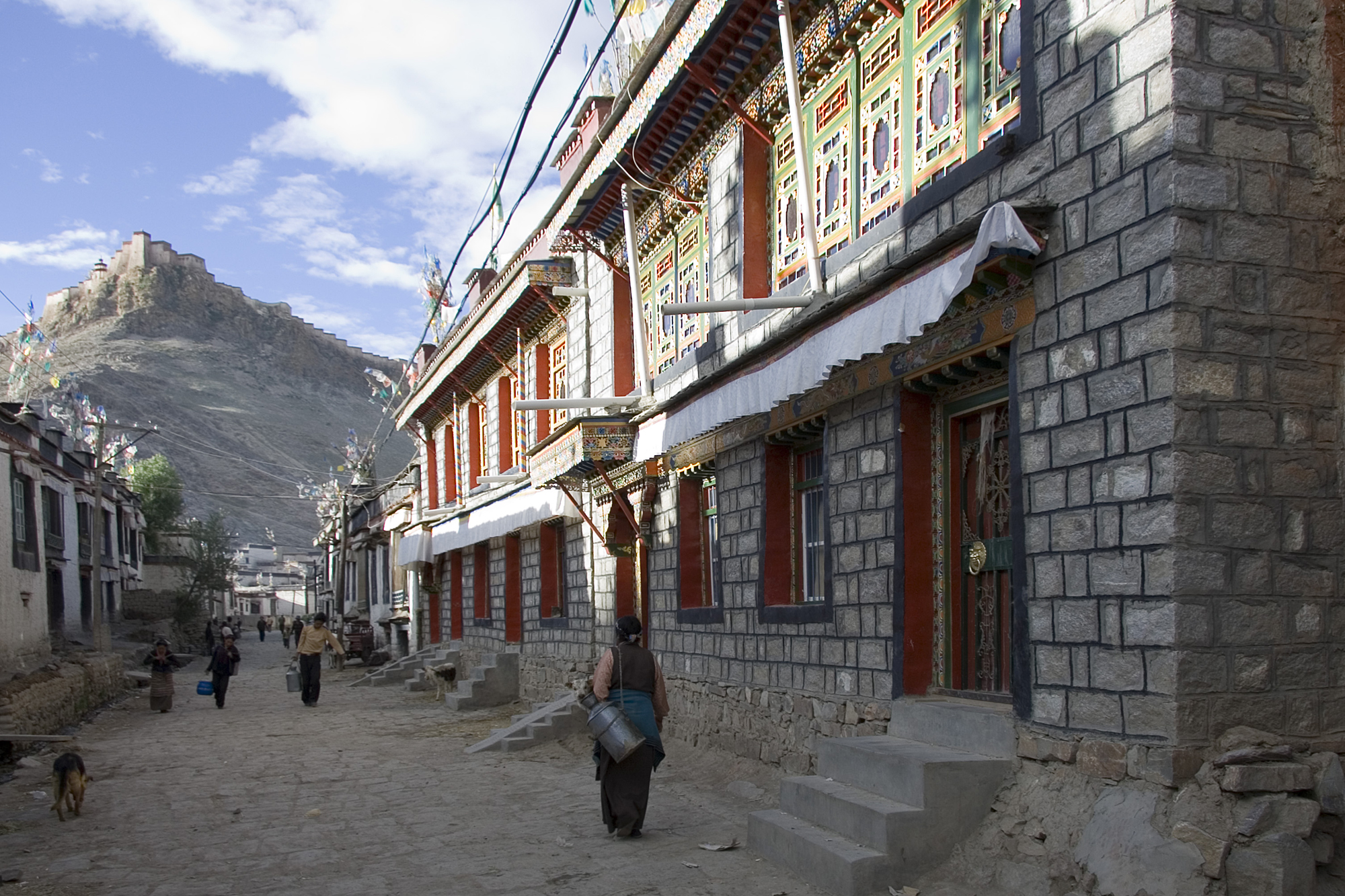
Una via di Gyantse vecchia
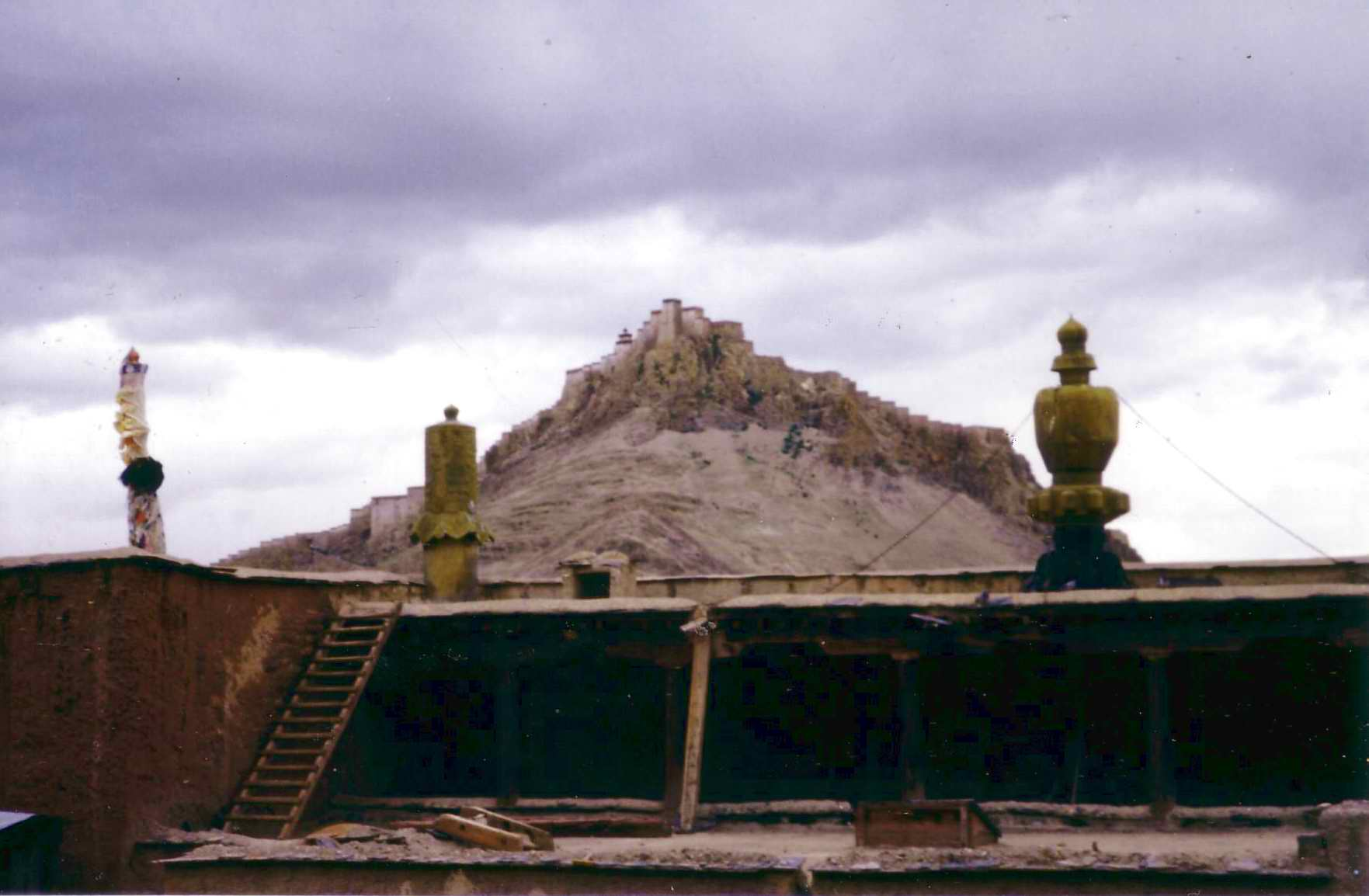
Il Dzong dal tetto del Kumbum, 1993
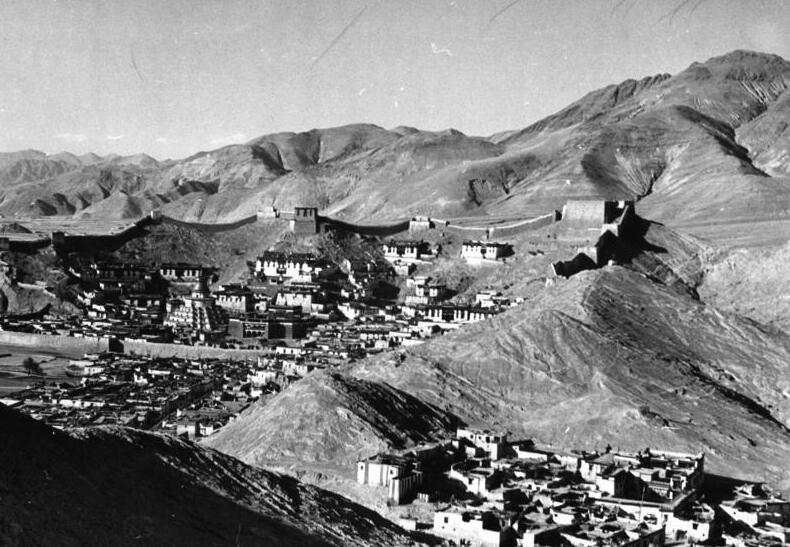
Le mura del Dzong nel 1938.
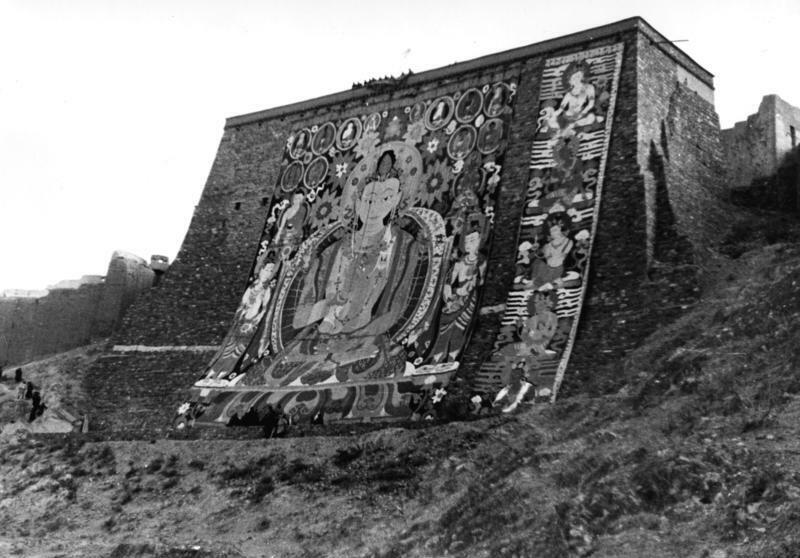
Grande thangka sull'apposita parete per l'esposizione dei thangka (1938).